# Anne of York

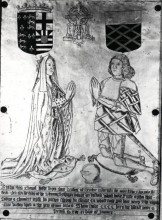
Anne mit ihrem zweiten Mann Thomas St. Leger

Anne of York, Duchess of Exeter (* 10. August 1439 in Fotheringhay Castle; † Januar 1476) war eine englische Adlige.

## Herkunft und Familie
Anne of York war das zweite Kind und die älteste überlebende Tochter von Richard Plantagenet, 3. Duke of York und dessen Frau Cecily Neville. Sie war die ältere Schwester von König Eduard IV., Edmund, Earl of Rutland, Elizabeth of York, Duchess of Suffolk, Margaret, Herzogin von Burgund, George Plantagenet, 1. Duke of Clarence und Richard III. von England.

## Ehefrau des Duke of Exeter
Im Januar 1446 wurde Anne mit Henry Holland verheiratet. Ihr Mann war ein naher Verwandter von König Heinrich VI. und wurde im folgenden Jahr Erbe des Titels Duke of Exeter. Trotz seines Standes besaß ihr Mann jedoch nur relativ geringen Grundbesitz und hatte für seinen Rang nur geringe Einkünfte. Während der Rosenkriege gehörte Exeter zu den Führern der Anhänger des Hauses Lancaster und kämpfte gegen Annes Vater Richard von York und ihren Bruder Eduard. Als dieser sich 1461 nach der Schlacht von Towton die Macht erkämpft hatte und als Eduard IV. englischer König wurde, flüchtete Exeter ins Exil nach Burgund.

## Übernahme der Besitzungen Exeters, Scheidung und erneute Heirat
Anne folgte ihrem Mann nicht ins Exil, sondern blieb in England. Im November 1461 wurde gegen Exeter eine Bill of Attainder ausgesprochen. Seine Güter wurden beschlagnahmt. Zunächst erhielt Anne nur die Einkünfte aus seinen Lehen zugesprochen, da der König sicherstellen wollte, dass Exeter in seinem Exil keine Einkünfte aus seinen Besitzungen hatte. Anne konnte ihren Bruder jedoch rasch von ihrer Loyalität ihm gegenüber überzeugen. 1462 übertrug er ihr die lebenslange Nutzung aller Besitzungen ihres Mannes sowie von weiteren, von den Lancastrianern beschlagnahmten Gütern in Essex. 1464 übertrug ihr der König die einträgliche Vormundschaftsverwaltung für den minderjährigen Henry Stafford und 1465 die Verwaltung von weiteren beschlagnahmten Gütern. Ihre Tochter Anne, die zu ihrer Erbin erklärt worden war, wurde mit dem jungen George Neville, einen Sohn von John Neville, 1. Earl of Northumberland verlobt. Im Oktober 1466 zahlte jedoch die Königin Elizabeth Woodville 4000 Mark an Anne. Daraufhin verheiratete Anne ihre Tochter zur Empörung der Familie Neville mit Thomas Grey, dem ältesten Sohn aus der Ehe der Königin. Wiederholt wurden Regelungen über Annes Besitzungen, über das Erbrecht ihrer Tochter oder von weiteren Kindern von ihr getroffen, was darauf hinweist, dass Anne inzwischen eine neue Beziehung eingegangen war. Nach der erneuten, entscheidenden Niederlage der Lancastrianer 1471 wurde am 12. November 1472 die Ehe von Anne und Exeter geschieden. Anne heiratete kurz darauf in zweiter Ehe den Ritter Thomas St Leger. Anne starb einige Wochen nach der Geburt einer weiteren Tochter. Sie wurde in der St George’s Chapel in Windsor Castle begraben.

## Nachkommen und Erbe
Aus ihrer Ehe mit Exeter hatte sie mindestens eine Tochter:
- Anne Holland († vor Februar 1474)

Aus ihrer Ehe mit Thomas St Leger hatte sie eine Tochter:
- Anne St Leger (1475–1526) ⚭ George Manners, 11. Baron de Ros

Da Annes erste Tochter bereits kinderlos gestorben war, wurde ihre junge zweite Tochter ihre Erbin. Thomas St Leger wurde ihr Vormund, der jedoch 1483 nach einer Revolte gegen König Richard III. hingerichtet wurde. Auf Betreiben von Königin Elizabeth Woodville wurde Anfang 1483 das Exeter-Erbe durch Parlamentsbeschluss zwischen Richard Grey, einem weiteren Stiefsohn des Königs, und Anne St Leger geteilt. Anne St Leger wurde mit Thomas Grey, dem Erben von Thomas Grey, 1. Marquess of Dorset verlobt. Mit dieser Erbregelung wurde Ralph Neville, der rechtmäßige Exeter-Erbe enterbt. Später heiratete Anne St Leger jedoch George Manners.

## DNA und Richard III.
Im September 2012 fanden Forscher der University of Leicester auf dem Gelände des einzigen heute unbebauten Teils eines ehemaligen Franziskanerklosters das Grab Richards III. Die in den Knochen gefundene mitochondriale DNA wurde mit der eines direkten Nachfahren von Richards Schwester Anne of York in der 17. Generation, des in London arbeitenden Kanadiers Michael Ibsen, verglichen. Dieser ist über seine Mutter Joy  mit Richard über dessen Mutter Cecily Neville in rein maternaler Linie verwandt.